# Egyptian National Football League 2019
La Egyptian National Football League 2019 è stata la 5ª edizione del campionato di football americano di primo livello, organizzato dalla EFAF.
La finale è stata giocata il 3 maggio al NEWGIZA Sports Club del Cairo.

## Squadre partecipanti
| Club             | Città               | Stadio | Sponsor ufficiale | Risultato nella stagione 2018 |
| ---------------- | ------------------- | ------ | ----------------- | ----------------------------- |
| AUC Titans       | New Cairo           |        |                   |                               |
| Cairo Bears      | New Cairo           |        |                   |                               |
| Cairo Hellhounds | Il Cairo            |        |                   |                               |
| Cairo Warriors   | New Cairo           |        |                   |                               |
| Cairo Wolves     | Giza                |        |                   |                               |
| Gezira Thunder   | Il Cairo            |        |                   |                               |
| GUC Eagles       | New Cairo           |        |                   |                               |
| MSA Tigers       | Città del 6 ottobre |        |                   |                               |

## Stagione regolare

### Calendario

#### 1ª giornata
| Il Cairo 1º febbraio 2019, ore 14:30 | AUC Titans | 16 – 20 referto | Gezira Thunder | NEWGIZA Sports Club |

| 1º febbraio 2019, ore 18:30 | Cairo Bears | 6 – 26 referto | Cairo Hellhounds |  |

#### 2ª giornata
| New Cairo 8 febbraio 2019, ore 14:30 | GUC Eagles | 41 – 6 referto | Cairo Warriors | Central Bank Club |

| New Cairo 8 febbraio 2019, ore 18:30 | Cairo Wolves | 14 – 15 referto | MSA Tigers | Central Bank Club |

#### 3ª giornata
| Il Cairo 15 febbraio 2019, ore 14:30 | Gezira Thunder | 6 – 29 referto | Cairo Hellhounds | NEWGIZA Sports Club |

| Il Cairo 15 febbraio 2019, ore 18:30 | GUC Eagles | 17 – 6 referto | Cairo Wolves | NEWGIZA Sports Club |

#### 4ª giornata
| New Cairo 22 febbraio 2019, ore 14:30 | MSA Tigers | 21 – 7 referto | Gezira Thunder | Central Bank Club |

| New Cairo 22 febbraio 2019, ore 18:30 | AUC Titans | 0 – 49 referto | Cairo Bears | Central Bank Club |

#### 5ª giornata
| Il Cairo 1º marzo 2019, ore 14:30 | Cairo Warriors | 6 – 21 referto | Cairo Wolves | NEWGIZA Sports Club |

| Il Cairo 1º marzo 2019, ore 18:30 | Cairo Hellhounds | 41 – 13 referto | MSA Tigers | NEWGIZA Sports Club |

#### 6ª giornata
| New Cairo 8 marzo 2019, ore 14:30 | Gezira Thunder | 16 – 34 referto | Cairo Warriors | Central Bank Club |

| New Cairo 8 marzo 2019, ore 18:30 | Cairo Bears | 6 – 0 referto | GUC Eagles | Central Bank Club |

#### 7ª giornata
| New Cairo 15 marzo 2019, ore 14:30 | MSA Tigers | 6 – 15 referto | AUC Titans | Central Bank Club |

| New Cairo 15 marzo 2019, ore 18:30 | Cairo Hellhounds | 36 – 10 referto | GUC Eagles | Central Bank Club |

#### 8ª giornata
| Il Cairo 22 marzo 2019, ore 14:30 | Cairo Wolves | 30 – 16 referto | Gezira Thunder | NEWGIZA Sports Club |

| Il Cairo 22 marzo 2019, ore 18:30 | MSA Tigers | 14 – 19 referto | Cairo Bears | NEWGIZA Sports Club |

#### 9ª giornata
| New Cairo 29 marzo 2019, ore 14:30 | Cairo Bears | 21 – 14 referto | Cairo Warriors | Central Bank Club |

| New Cairo 29 marzo 2019, ore 18:30 | GUC Eagles | 34 – 0 referto | AUC Titans | Central Bank Club |

#### 10ª giornata
| New Cairo 5 aprile 2019, ore 14:30 | Cairo Warriors | 40 – 0 referto | AUC Titans | Central Bank Club |

| New Cairo 5 aprile 2019, ore 18:30 | Cairo Hellhounds | 34 – 27 referto | Cairo Wolves | Central Bank Club |

### Classifica
La classifica della regular season è la seguente:
- PCT = percentuale di vittorie, G = partite giocate, V = partite vinte,  P = partite perse, PF = punti fatti, PS = punti subiti

#### East Division
| Pos. | Squadra        | PCT  | G | V | N | P | PF  | PS  |
| ---- | -------------- | ---- | - | - | - | - | --- | --- |
| 1    | Cairo Bears    | .800 | 5 | 4 | 0 | 1 | 101 | 54  |
| 2    | GUC Eagles     | .600 | 5 | 3 | 0 | 2 | 102 | 54  |
| 3    | Cairo Warriors | .400 | 5 | 2 | 0 | 3 | 100 | 99  |
| 4    | AUC Titans     | .200 | 5 | 1 | 0 | 4 | 31  | 149 |

#### West Division
| Pos. | Squadra          | PCT   | G | V | N | P | PF  | PS  |
| ---- | ---------------- | ----- | - | - | - | - | --- | --- |
| 1    | Cairo Hellhounds | 1.000 | 5 | 5 | 0 | 0 | 167 | 62  |
| 2    | MSA Tigers       | .400  | 5 | 2 | 0 | 3 | 69  | 98  |
| 3    | Cairo Wolves     | .400  | 5 | 2 | 0 | 3 | 98  | 87  |
| 4    | Gezira Thunder   | .200  | 5 | 1 | 0 | 4 | 65  | 130 |

## Playoff

### Tabellone
|  | Semifinali | Semifinali       | Semifinali |            |    | V Egyptian Bowl | V Egyptian Bowl | V Egyptian Bowl |  |
|  |            |                  |            |            |    |                 |                 |                 |  |
|  | 1E         | Cairo Bears      | 14         |            |    |                 |                 |                 |  |
|  | 1E         | Cairo Bears      | 14         |            |    |                 |                 |                 |  |
|  | 2W         | MSA Tigers       | 21         |            |    |                 |                 |                 |  |
|  | 2W         | MSA Tigers       | 21         |            | 2W | MSA Tigers      | 0               |                 |  |
|  |            |                  |            |            | 2W | MSA Tigers      | 0               |                 |  |
|  |            |                  | 2E         | GUC Eagles | 40 |                 |                 |                 |  |
|  | 2E         | GUC Eagles       | 2E         | GUC Eagles | 40 | 14              |                 |                 |  |
|  | 2E         | GUC Eagles       |            |            |    |                 |                 |                 |  |
|  | 1W         | Cairo Hellhounds | 0          |            |    |                 |                 |                 |  |

### Semifinali
| 19 aprile 2019 | Cairo Bears | 14 – 21 | MSA Tigers |  |

| 19 aprile 2019 | Cairo Hellhounds | 0 – 14 | GUC Eagles |  |

### V Egyptian Bowl
| Il Cairo 3 maggio 2019, ore 16:00 | GUC Eagles | 40 – 0 referto | MSA Tigers | NEWGIZA Sports Club |

## Verdetti
- GUC Eagles Campioni dell'Egitto 2019

## Premi individuali
- MVP della stagione: Jeffrey Lloyd (QB,  Cairo Warriors)
- MVP dell'Egyptian Bowl V: Justin McKenzie (QB,  GUC Eagles)
- Miglior Coach dell'anno: Shadi Elkadry ( Cairo Bears)
- Giocatore offensivo dell'anno: Brandon Ramon (QB,  Cairo Hellhounds)
- Giocatore difensivo dell'anno: Mohamed ElSawy (LB,  Gezira Thunder)
- Giocatore più migliorato dell'anno: Bassem Tarek (WR,  MSA Tigers)
- Rookie offensivo dell'anno: Michael Barsoum (RB,  Gezira Thunder)
- Rookie difensivo dell'anno: Mohamed ElSawy (LB,  Gezira Thunder)